# Миттєві нейтрони
У ядерній техніці миттєвий нейтрон — це нейтрон, який негайно випромінюється (випромінювання нейтронів) у результаті події поділу ядра, на відміну від запізнілого нейтронного розпаду, який може відбуватися в тому самому контексті, випромінюваний після бета-розпаду одним з продуктів поділу в будь-який час від кількох мілісекунд до кількох хвилин пізніше.
Миттєві нейтрони з’являються в результаті поділу нестабільного здатного до поділу або такого, що ділиться, важкого ядра майже миттєво. Існують різні визначення того, скільки часу потрібно, щоб швидко виник нейтрон. Наприклад, Міністерство енергетики США визначає миттєвий нейтрон як нейтрон, що народився в результаті поділу протягом 10-13 секунд після події поділу.  Комісія з ядерного регулювання США визначає миттєвий нейтрон як нейтрон, що виникає в результаті поділу протягом 10-14 секунд.  Цей викид контролюється сильною взаємодією і є надзвичайно швидким. Навпаки, так звані запізнілі нейтрони затримуються на час, пов’язаний з бета-розпадом (опосередковано слабкою взаємодією) до збудженого нукліда-попередника, після чого відбувається викид нейтронів у швидкому масштабі часу (тобто майже відразу).

## Принцип
На прикладі урану-235 це ядро поглинає тепловий нейтрон, а безпосередніми масовими продуктами події поділу є два великих уламки поділу, які є залишками утвореного ядра урану-236. Ці уламки випромінюють два-три вільні нейтрони (в середньому 2,5), які називаються миттєвими нейтронами. Подальший фрагмент поділу іноді проходить стадію радіоактивного розпаду, що дає додатковий нейтрон, який називається запізнілим нейтроном. Ці уламки поділу, що випромінюють нейтрони, називаються атомами-попередниками запізнілих нейтронів .
Запізнілі нейтрони пов'язані з бета-розпадом продуктів поділу. Після швидкого випромінювання нейтронів поділу залишкові осколки все ще багаті нейтронами і проходять ланцюг бета-розпаду. Чим більш багатий нейтронами фрагмент, тим енергійнішим і швидшим буде бета-розпад. У деяких випадках доступна енергія при бета-розпаді є достатньо високою, щоб залишити залишкове ядро в такому сильно збудженому стані, через що відбувається викид нейтронів замість гамма-випромінювання .
| Група  | Напіврозпад (с) | Стала розпаду (с−1) | Енергія (кЕв) | Частка   | Вихід запізнілих нейтронів | Вихід запізнілих нейтронів |
| Група  | Напіврозпад (с) | Стала розпаду (с−1) | Енергія (кЕв) | Частка   | з усіх поділів             | з цієї групи               |
| ------ | --------------- | ------------------- | ------------- | -------- | -------------------------- | -------------------------- |
| 1      | 55.72           | 0.0124              | 250           | 0.000215 | 0.00052                    | 2.4                        |
| 2      | 22.72           | 0.0305              | 560           | 0.001424 | 0.00346                    | 2.4                        |
| 3      | 6.22            | 0.111               | 405           | 0.001274 | 0.00310                    | 2.4                        |
| 4      | 2.30            | 0.301               | 450           | 0.002568 | 0.00624                    | 2.4                        |
| 5      | 0.610           | 1.14                | —             | 0.000748 | 0.00182                    | 2.4                        |
| 6      | 0.230           | 3.01                | —             | 0.000273 | 0.00066                    | 2.4                        |
| Всього | Всього          | Всього              | Всього        | 0.0065   | 0.0158                     | 2.4                        |

## Значення в фундаментальних дослідженнях ядерного поділу
Стандартне відхилення остаточного розподілу кінетичної енергії як функції маси кінцевих осколків від низькоенергетичного поділу урану-234 та урану-236 представляє пік навколо області мас легких уламків і інший в області мас важких осколків. Моделювання цих експериментів методом Монте-Карло свідчить про те, що ці піки утворюються в результаті швидкого випромінювання нейтронів.     Цей ефект швидкого випромінювання нейтронів не забезпечує первинного масового та кінетичного розподілу, що важливо для вивчення динаміки поділу від сідлаової точки до точки розриву.

## Значення в ядерних реакторах
Якби ядерний реактор став миттєво критичним - навіть дуже незначно - кількість нейтронів і вихідна потужність зростали б експоненціально з високою швидкістю. Час відгуку механічних систем, таких як стрижні керування, занадто повільний, щоб пом’якшити такий стрибок потужності. Контроль зростання потужності буде залишено на його внутрішніх факторах фізичної стабільності, як-от теплове розширення активної зони або збільшення резонансного поглинання нейтронів, які зазвичай мають тенденцію до зниження реакційної здатності реактора при підвищенні температури; але реактор ризикує бути пошкодженим або знищеним теплом.
Однак завдяки запізнілим нейтронам можна залишити реактор у підкритичному стані, що стосується лише миттєвих нейтронів: запізнілі нейтрони приходять на мить пізніше, якраз вчасно, щоб підтримати ланцюгову реакцію, коли вона затухає. У цьому режимі загальне виділення нейтронів все ще зростає в геометричній прогресії, але в часовому масштабі, який регулюється затримкою вироблення нейтронів, яке досить повільне, щоб його можна було контролювати (так само, як інакше нестабільний велосипед можна збалансувати, оскільки рефлекси людини досить швидкі на часовий масштаб його нестабільності). Таким чином, розширюючи межі непрацездатності та надкритичності та надаючи більше часу для регулювання реактора, затримка нейтронів є важливою для безпеки реактора і навіть для реакторів, які потребують активного контролю.

## Визначення частки
Частка виходу попередника β визначається як:
{\displaystyle \beta ={\frac {\mbox{атоми-попередники}}{{\mbox{негайні нейтрони}}+{\mbox{атоми-попередники}}}}.}[джерело?]
і дорівнює 0,0064 для U-235.
Частка запізнілих нейтронів (DNF) визначається як:
{\displaystyle DNF={\frac {\mbox{запізнілі нейтрони}}{{\mbox{негайні нейтрони}}+{\mbox{запізнілі нейтрони}}}}.}
Ці два фактори, β і DNF, майже однакові, але не зовсім; вони відрізняються у випадку швидкої (швидшої за час розпаду атомів-попередників) зміни кількості нейтронів у реакторі.
Інша концепція — це ефективна частка запізнілих нейтронів β eff, яка є часткою запізнілих нейтронів, зваженою (за простором, енергією та кутом) на суміжний потік нейтронів. Ця концепція виникає через те, що сповільнені нейтрони випромінюються з енергетичним спектром, ближчим до теплового порівняно з миттєвими нейтронами. Для палива з низьким вмістом збагаченого урану, що працює на спектрі теплових нейтронів, різниця між середньою та ефективною частками запізнілих нейтронів може досягати 50 пкм.